# 伊那電気鉄道デキ1形電気機関車
伊那電気鉄道デキ1形電気機関車（いなでんきてつどうデキ1がたでんききかんしゃ）は、伊那電気鉄道（現在のJR東海飯田線の一部）が1923年（大正12年）に新製した直流用電気機関車である。
保有事業者である伊那電気鉄道の戦時買収による国有化に伴って本形式も国有鉄道（鉄道省）籍へ編入され、戦後ED31形と改番された。

## 概要
1923年（大正12年）8月に芝浦製作所（電気部分）および石川島造船所（機械部分）でデキ1形1 - 6の6両が新製された。
短い車体の前後に大きくスラントしたボンネットを有する特異な外観を持つ凸型の小型電気機関車である。乗務員扉は車体側面の助士席側のみにあり、ボンネット上面の大きな傾斜が形態上の特徴となっている。主制御器は運転室（車体）内に、抵抗器はボンネット内に搭載されている。パンタグラフは車体の中央部に1基が搭載される。窓が小さいために前方の視界は良いとはいえない。
製造当初は伊那電気鉄道の電化方式に合わせて直流1,200V対応であったが、買収後に昇圧された際に1,500V対応に改造され、機器も交換された。

## 導入後の変遷
1943年（昭和18年）の伊那電気鉄道の戦時買収に伴って、本形式も鉄道省籍に編入された。買収後も伊那電気鉄道時代の番号のまま使用されたが、1952年（昭和27年）の車両称号規程改正により、ED31形ED31 1 - ED31 6と改称・改番された。
本形式は竣工から国有化後を通して終始伊那松島機関区に配置され、天竜峡以北の飯田線で使用された。1955年（昭和30年）から廃車が始まり、翌年までに全車が除籍された。
除籍後は、ED31 1およびED31 2が西武鉄道に譲渡され、1形（3代）1・2として導入された。同2両は多摩川線で砂利輸送の貨物列車牽引に使用されたのち、1960年（昭和35年）に近江鉄道に譲渡され、ED31形ED31 1・ED31 2と国鉄在籍当時の原番号・原形式を再び称した。
ED31 3 - ED31 5の3両は直接近江鉄道に譲渡され、日本国有鉄道（国鉄）時代の番号のまま使用された。前述した西武鉄道経由で入線したED31 1・ED31 2の導入以降、近江鉄道には5両の本形式が揃うこととなったが、1990年（平成2年）にED31 5が廃車となった後、運用を失って彦根工場内に留置されていたED31 1とED31 2が2004年（平成16年）7月1日付で廃車された。
残存したED31 3・ED31 4は、その後もイベント列車や工事列車の牽引および彦根車両基地内の入換用として長らく使用されていたが、ED31 4が機械故障を起こし休車となったのち除籍され、2011年（平成23年）時点でED31 3のみが車籍を保持していた。しかし、同機は構造上自動列車停止装置（ATS）の装備が困難な点、そして電気機関車の運転免許を保有する運転士の数が定年退職などにより減少したことから、事実上本線走行は困難な状態となった。ED31 5は台車が同社モハ51形と同じKS-33Lに交換されたため、同じく彦根駅に留置されている他の本形式とは違う外観をしていた。
除籍後も全車が彦根工場に保管され、近江鉄道ミュージアム鉄道資料館で5両揃って展示されてきたが、2017年（平成29年）12月に老朽化のため、一部（ED31 1・ED31 2・ED31 5）が解体された。
ED31 4も解体される予定であったが、2019年（令和元年）9月よりびわこ学院大学地域調査プロジェクトチームが同機の保存へ向けたクラウドファンディングを行い、同年12月に目標金額を達成し、保存が決まった。同年12月から滋賀県東近江市の近江酒造敷地内で保存された（2023年6月30日に近江酒造は酒類の製造販売を終了するが、以後も小公園として現地保存されることになった）。最後に残ったED31 3も製造元の芝浦製作所の後身である東芝インフラシステムズへの譲渡が決まり、2020年1月17日に搬出された。
一方、ED31 6は1957年（昭和32年）に上信電気鉄道に譲渡され、同社でも国鉄時代の番号のまま使用されたが、後年、車体は箱型に改造されている。詳細は、上信電気鉄道ED31形電気機関車を参照されたい。

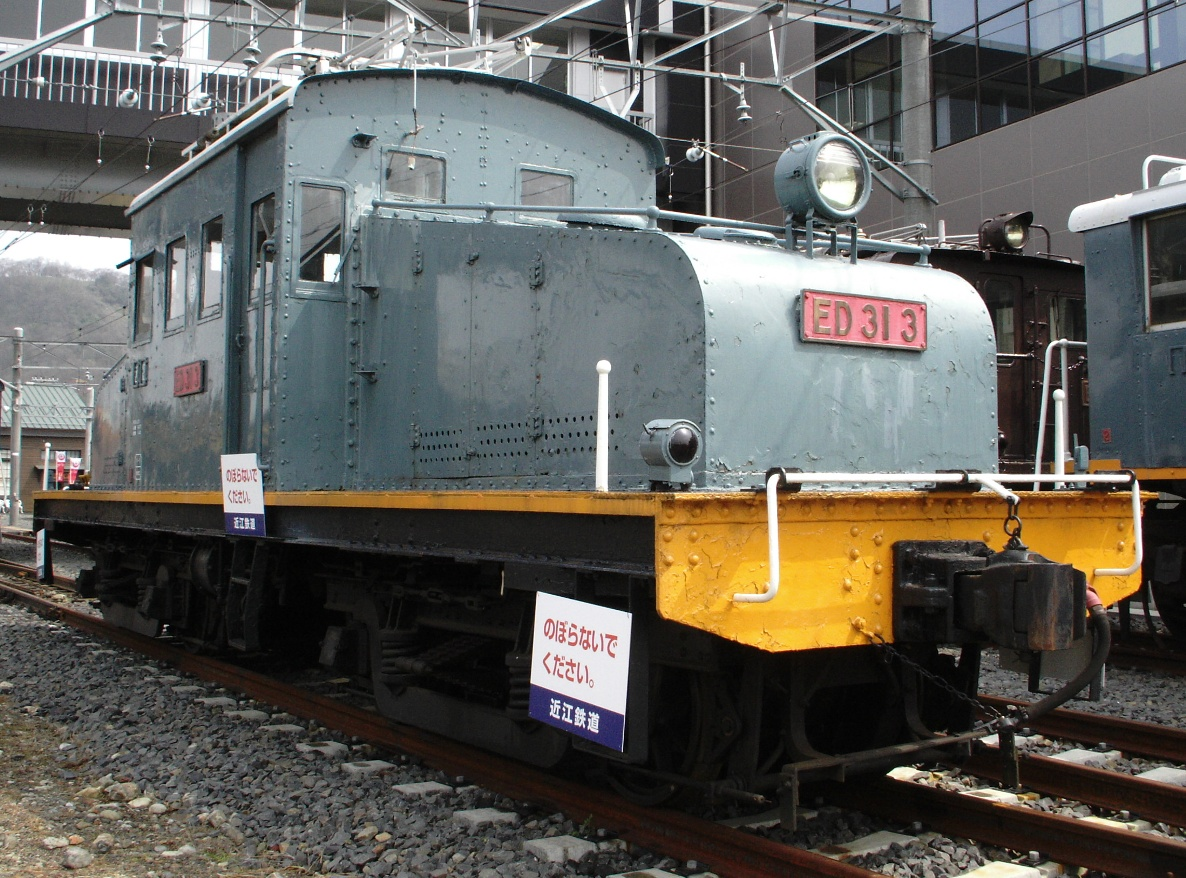
イベントで展示されていたED31 3 （2007年撮影）
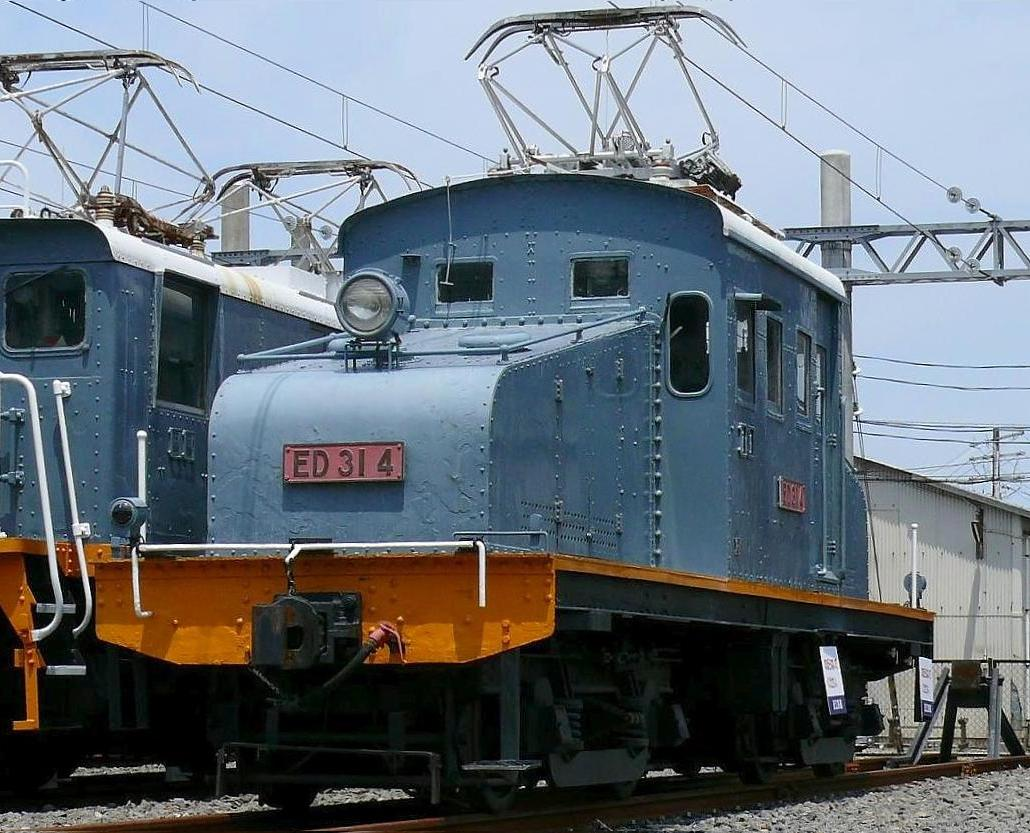
近江鉄道ED31 4 （2007年撮影）
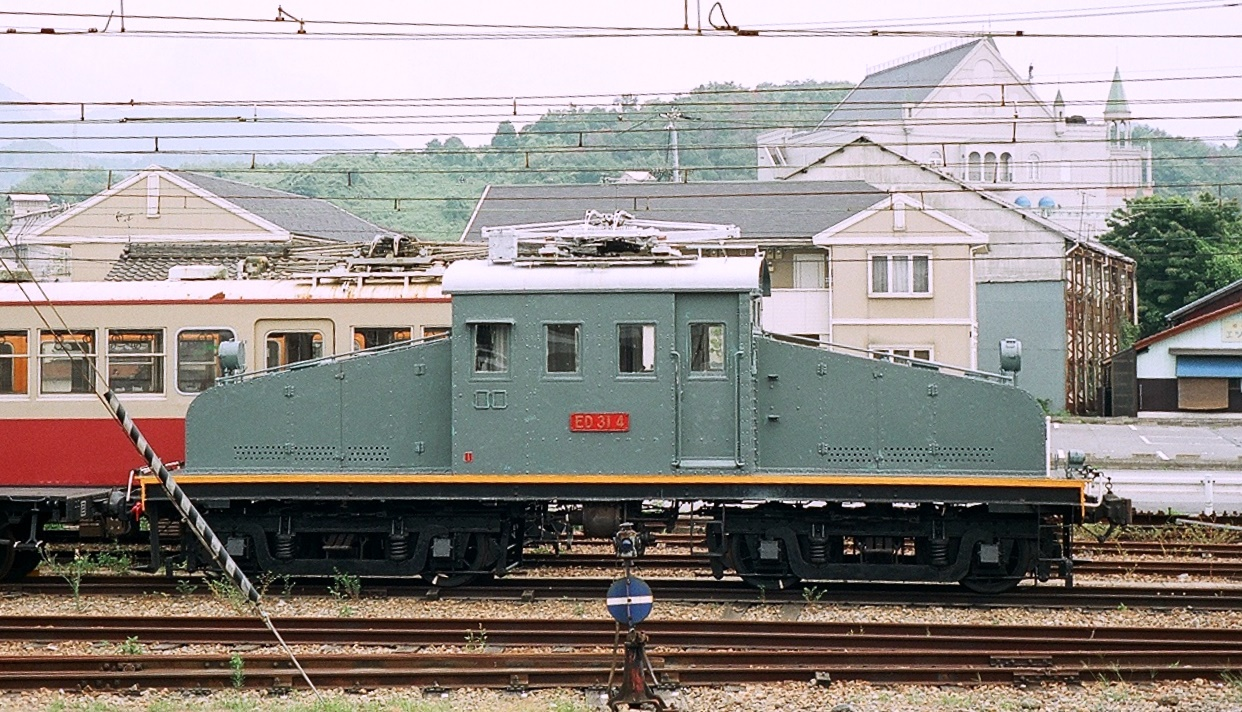
ED31 4の側面 （2007年撮影）
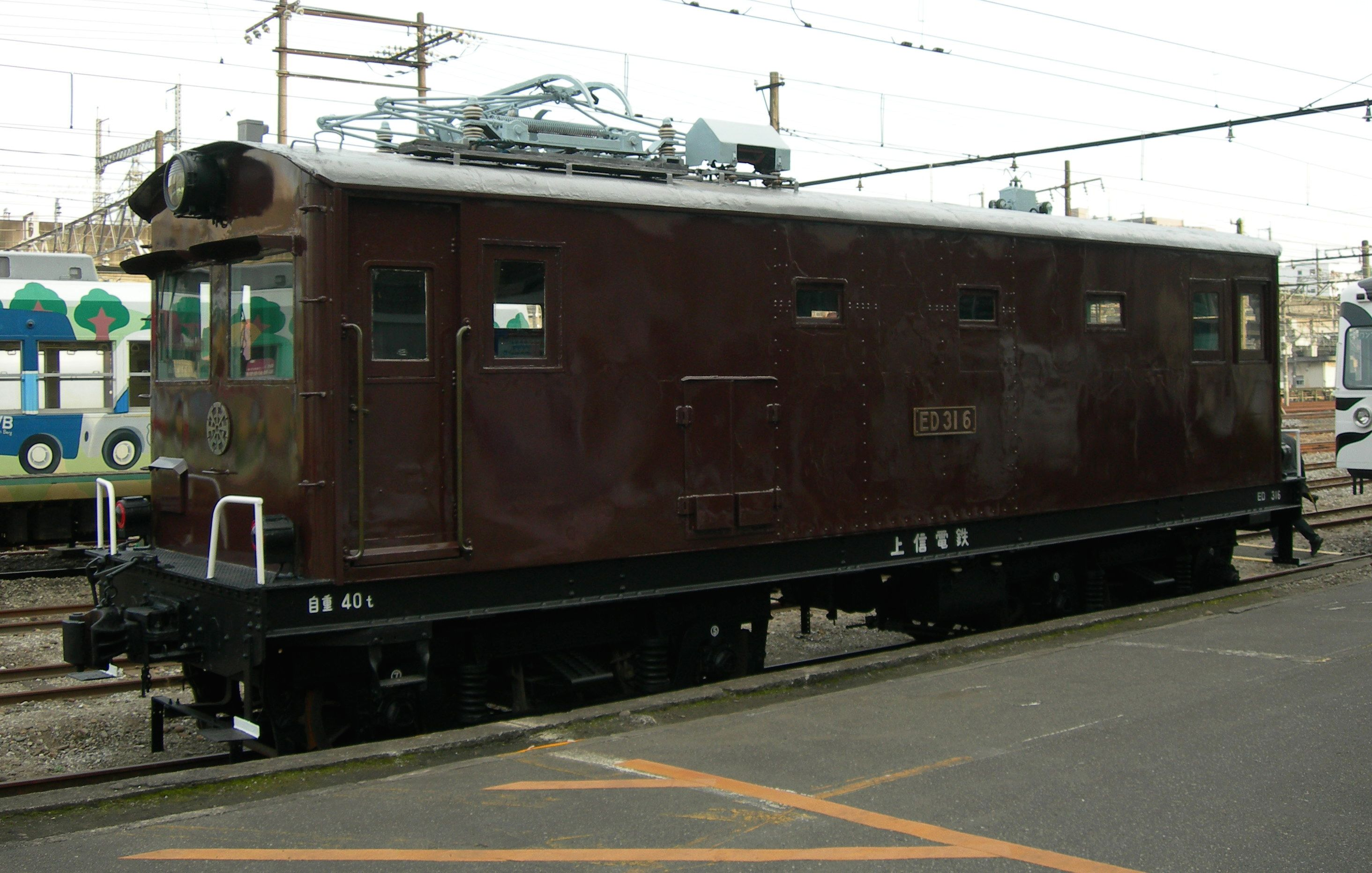
車体の改造等を受けた上信電鉄ED31 6 （2009年撮影）